# Greasewood
Greasewood (Navajo: Díwózhii Biiʼ Tó) ist ein Census-designated place im Navajo County im US-Bundesstaat Arizona. Das U.S. Census Bureau hat bei der Volkszählung 2020 eine Einwohnerzahl von 372 auf einer Fläche von 13,7 km²ermittelt. 
Greasewood liegt auf 1801 m. ü. M. in der Navajo-Nation.

## Bildung
Greasewood liegt im Holbrook Unified School District.